# William Cranch Bond
William Cranch Bond (n. 9 septembrie 1789, Portland, Massachusetts, SUA – d. 29 ianuarie 1859, Cambridge, Massachusetts, SUA) a fost un astronom american, primul director al Observatorului de la Harvard.
A descoperit, independent de francezul Honoré Flaugergues,  Marea Cometă din 1811, iar împreună cu fiul său George Phillips Bond a descoperit satelitul lui Saturn,  Hyperion. În 1850 a făcut prima fotografie a unei stele (Vega), împreună cu John Adams Whipple.
În onoarea astronomului au fost numite câteva corpuri cerești:
- Un crater de pe Lună se numește Bond
- O porțiune de pe  Hyperion se numește „Bond-Lassel Dorsum“
- Asteroidul „Bondia“ de asemenea îi poartă numele.